# Olivia Ortiz
Pour les articles homonymes, voir Ortiz.
Pas d'image ? Cliquez ici

a Compétitions nationales et continentales officielles uniquement.

b Matchs officiels uniquement.
Dernière mise à jour le 1 mai 2025.
Olivia Ortiz, née le 23 octobre 1997 à Holland (États-Unis), est une joueuse internationale américaine de rugby à XV évoluant au poste de demi de mêlée. Elle joue en Championnat d'Angleterre aux Sale Sharks.

## Biographie
Olivia Ortiz naît le 23 octobre 1997. Elle pratique l'équitation (le barrel racing, une discipline du rodéo) à haut niveau, remportant plusieurs titres. Désireuse de pratiquer un sport collectif, elle commence la pratique du rugby à XV lors de sa dernière année de lycée, quand son établissement met en place un programme de rugby. Elle intègre l'équipe nationale des États-Unis des moins de 20 ans en 2017.
En juin 2019, Olivia Ortiz devient internationale américaine senior face à l'Angleterre, lors de la Women's Rugby Super Series.
En 2022, elle joue pour le club des Colorado Gray Wolves de Denver. Elle est retenue en septembre 2022 pour disputer la Coupe du monde en Nouvelle-Zélande.
En janvier 2023, elle et sa compatriote Tess Feury partent jouer en Angleterre avec le club de Darlington Mowden Park (en). Au mois de mars, Olivia Ortiz est sélectionnée pour disputer la Pacific Four Series, dont elle joue deux rencontres.[réf. nécessaire]
En 2023-2024, elle rejoint les Exeter Chiefs, où elle retrouve plusieurs compatriotes (Gabby Cantorna, Rachel Johnson, Hope Rogers). Elle est ensuite sélectionnée pour la Pacific Four Series 2024, où elle est titularisée à trois reprises. Elle a du mal à s'imposer dans l'équipe des Exeter Chiefs et ne reste qu'une saison (huit matchs).[réf. nécessaire]
En 2024-2025, Olivia Ortiz est recrutée par les Sale Sharks, en même temps que sa concurrente directe Sofia Stefan. Au mois d'août, elle participe à la tournée des Eagles au Japon. Le 7 septembre, au cours d'un match de pré-saison contre le Loughborough Lightning, son premier avec les Sale Sharks, elle se luxe un coude et rate le WXV.

## Palmarès
- Nommée dans l'équipe universitaire de l'année en 2018.